# Milutin Milancovici
Milutin Milancovici (n. 28 mai 1879, Dalj, Croația - d. 12 decembrie 1958, Belgrad, Iugoslavia) a fost un astronom, matematician și climatolog sârb, membru al Academiei de științe și arte din Serbia (din 1924), profesor, director al Observatorului astronomic din Belgrad.

## Biografie
Milancovici s-a născut la Dalj, în Croația. În anul 1903 a aboslvit Colegiul (Institutul) de construcții din Viena și ulterior a lucrat ca inginer în Austria. Din anul 1909 a fost profesor de mecanică teoretică, mecanică cerească și fizică teoretică la Universitatea din Belgrad. În anii primului război mondial a lucrat sub arest la Universitatea din Budapesta. Partea principală a carierei științifice corespunde perioadei interbelice (1919-1940). După al doilea război mondial a fost ales membru al Academiei germane a naturaliștilor "Leopoldina".

## Creația științifică
Milancovici este considerat unul dintre cei mai mari astronomi, climatologi și matematicieni sârbi, care a dat lucrări fundamentale în domeniul mecanicii analitice, cerești, teoriei atmosferelor planetare, variațiilor climaterice și calendarului.
În anii 1914-1918 a examinat condițiile climaterice în atmosfera planetei Marte și a calculat teoretic temperatura suprafeței acestei planete, precum și a atmosferei acesteia. A stabilit că aceasta variază între +3 grade Celsius la ecuator și +52 grade Celsius la poli.

### Ciclurile lui Milancovici
În anii 1932-1934 a studiat efectul continentelor terestre asupra mișcării polilor tereștri.
Milancovici este autorul primei și celei mai fundamentate teorii a variațiilor climaterice pe Terra, conform căreia variațiile climei sunt influențate de trei factori astronomici (ciclurile lui Milancovici):
1. Fluctuația excentricității (a formei mai mult sau mai puțin eliptice) a orbitei terestre, cu o perioadă de 100 de mii ani;
2. Variațiile înclinației axei terestre față de planul orbitei terestre, între 21,8 grade și 24,4 grade cu o perioadă de circa 40 de mii ani;
3. Precesia axei terestre, care determină ce emisferă terestră va primi mai multă căldură de la soare, cea nordică sau cea sudică. Această precesie are o perioadă de 21 de mii ani.
Teoria climatologică a lui Milancovici a fost cea mai acceptată teorie a variațiilor climatice.

### Modificarea corecției calendarului
Milancovici a propus revizuirea calendarului iulian, numit calendar iulian revizuit, sau calendarul gregorian, modificând corecția necesară a calendarului solar de la 3 zile la 400 de ani, la 7 zile la 900 de ani.